# Zadorożna
Zadorożna (ukr. Задорожна, ros. Задорожная) – przystanek kolejowy w miejscowości Dębina, w rejonie stryjskim, w obwodzie lwowskim, na Ukrainie. Nazwa pochodzi od pobliskiego Jeziora Zadorożnie.